# Diocesi della chiesa episcopale degli Stati Uniti d'America
La chiesa episcopale degli Stati Uniti d'America è governata da una Convenzione generale e si compone di 99 diocesi negli Stati Uniti d'America, oltre a dieci diocesi in altri paesi o territori periferici degli Stati Uniti e alla Convocazione delle Chiese episcopali in Europa.

## Organizzazione
Ogni diocesi è guidata da un vescovo e comprende tutte le congregazioni all'interno dei suoi confini, che di solito corrispondono a uno Stato, a parte di esso o parti di più di uno stato. Le diocesi sono raggruppati in nove province, di cui le prime otto corrispondono a regioni degli Stati Uniti, mentre la Provincia IX è composta dalle diocesi dell'America Latina.
A differenza di molte chiese della comunione anglicana, in cui le province sono guidate da un vescovo primate, le province della chiesa episcopale degli Stati Uniti d'America sono guidate da laici in funzione di amministratori esecutivi o presidenti. Le decisioni sono prese dal sinodo di ciascuna provincia, costituito dalla Camera dei vescovi e della Camera dei deputati, quest'ultima composta da laici e clero, eletti nel numero di due per ogni diocesi.

## Province
Provincia I
     Provincia II
     Provincia III
     Provincia IV
     Provincia V
     Provincia VI
     Provincia VII
     Provincia VIII
     Provincia IX
Provincia I (New England)
- Diocesi del Connecticut
- Diocesi del Maine

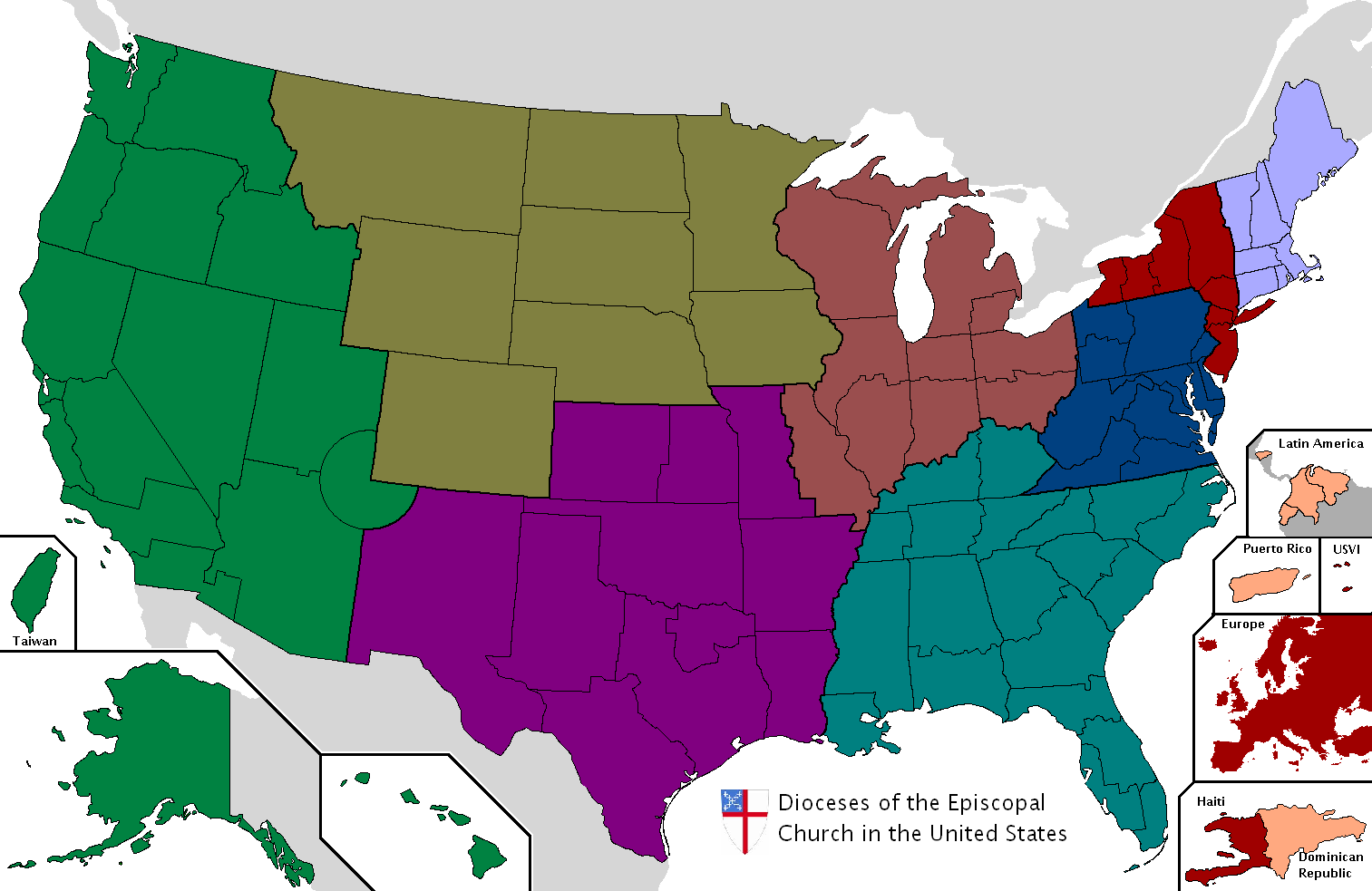
Mappa delle diocesi della chiesa episcopale, suddivise in province
Provincia I
Provincia II
Provincia III
Provincia IV
Provincia V
Provincia VI
Provincia VII
Provincia VIII
Provincia IX

- Diocesi del Massachusetts
- Diocesi del New Hampshire
- Diocesi del Rhode Island
- Diocesi del Vermont
- Diocesi del Massachusetts occidentale

Provincia II (New York e New Jersey)
- Diocesi di Albany
- Diocesi di Haiti
- Diocesi di Long Island
- Diocesi del New Jersey
- Diocesi di New York
- Diocesi di New York centrale
- Diocesi di New York occidentale
- Diocesi di Newark
- Diocesi di Rochester
- Diocesi delle Isole Vergini

Provincia III (Middle Atlantic)
- Diocesi di Bethlehem
- Diocesi del Delaware
- Diocesi di Easton
- Diocesi del Maryland
- Diocesi della Pennsylvania
- Diocesi della Pennsylvania centrale
- Diocesi della Pennsylvania nord occidentale
- Diocesi di Pittsburgh
- Diocesi della Virginia
- Diocesi della Virginia occidentale
- Diocesi della Virginia meridionale
- Diocesi della Virginia sud occidentale
- Diocesi di Washington

Provincia IV (Sud-Est)
- Diocesi dell'Alabama
- Diocesi di Atlanta
- Diocesi della Carolina orientale
- Diocesi della Costa del Golfo centrale
- Diocesi della Florida
- Diocesi della Florida centrale
- Diocesi della Florida sud occidentale
- Diocesi della Florida sud orientale
- Diocesi della Georgia
- Diocesi del Kentucky
- Diocesi di Lexington
- Diocesi della Louisiana
- Diocesi del Mississippi
- Diocesi della North Carolina
- Diocesi della North Carolina occidentale
- Chiesa episcopale in South Carolina[1]
- Diocesi della South Carolina settentrionale
- Diocesi del Tennessee
- Diocesi del Tennessee occidentale
- Diocesi del Tennessee orientale

Provincia V (Midwest)
- Diocesi di Chicago
- Diocesi di Eau Claire
- Diocesi di Fond du Lac
- Diocesi di Indianapolis
- Diocesi dell'Indiana settentrionale
- Diocesi del Michigan
- Diocesi del Michigan occidentale
- Diocesi del Michigan orientale
- Diocesi del Michigan settentrionale
- Diocesi di Milwaukee
- Diocesi del Missouri
- Diocesi dell'Ohio
- Diocesi dell'Ohio meridionale
- Diocesi di Springfield

Provincia VI (Nord-Ovest)
- Diocesi del Colorado
- Diocesi dell'Iowa
- Diocesi del Minnesota
- Diocesi del Montana
- Diocesi del Nebraska
- Diocesi del North Dakota
- Diocesi del South Dakota
- Diocesi del Wyoming

Provincia VII (Est)
- Diocesi dell'Arkansas
- Diocesi di Dallas
- Diocesi di Fort Worth
- Diocesi del Kansas
- Diocesi del Kansas occidentale
- Diocesi della Louisiana occidentale
- Diocesi del Missouri occidentale
- Diocesi dell'Oklahoma
- Diocesi del Rio Grande
- Diocesi del Texas
- Diocesi del Texas nord occidentale
- Diocesi del Texas occidentale

Provincia VIII (Pacifico)
- Diocesi dell'Alaska
- Diocesi dell'Arizona
- Diocesi della California
- Diocesi della California settentrionale
- Diocesi di El Camino Real
- Diocesi delle Hawaii
- Diocesi dell'Idaho
- Diocesi di Los Angeles
- Chiesa episcopale in Micronesia
- Missione della Navajoland Area
- Diocesi del Nevada
- Diocesi di Olympia
- Diocesi dell'Oregon
- Diocesi dell'Oregon orientale
- Diocesi di San Diego
- Diocesi di San Joaquin
- Diocesi di Spokane
- Diocesi di Taiwan
- Diocesi dell'Utah

Provincia IX (America Centrale)
- Diocesi della Colombia
- Diocesi della Repubblica Dominicana
- Diocesi dell'Ecuador centrale
- Diocesi dell'Ecuador litorale
- Diocesi dell'Honduras
- Diocesi di Porto Rico
- Diocesi del Venezuela